# Zespół Verneta
Zespół Verneta – zespół objawów związany z obwodowym porażeniem trzech nerwów czaszkowych: językowo-gardłowego (IX), błędnego (X), dodatkowego (XI) bez cech porażenia nerwu podjęzykowego (XII).

## Obraz kliniczny
W wyniku porażenia występują następujące objawy kliniczne:
- dysfagia;
- zaburzenia smaku w tylnej ⅓ części języka;
- zaburzenia oddychania i chrypka;
- porażenie i zanik mięśnia czworobocznego i mostkowo-obojczykowo-sutkowego;
- zmniejszone wydzielanie śliny przez śliniankę przyuszną po stronie uszkodzenia;
- zniesienie odruchu wymiotnego;
- przeciągniecie języczka na stronę zdrową;
- opadanie podniebienia miękkiego.

## Przyczyny
Do najczęstszych przyczyn należą:
- przyczyny zapalne:
  - zakrzepica zatok żylnych opony twardej, np. zatoki poprzecznej;
  - ropowica przestrzeni przygardłowej;
- przyczyny urazowe:
  - złamanie podstawy czaszki, którego szczelina złamania przechodzi przez otwór szyjny lub okolicę kłykci potylicznych;
- przyczyny nowotworowe:
  - rak części nosowej gardła;
  - kłębczaki szyjno-bębenkowe;
  - oponiaki.